# Gregarina portuni
Gregarina portuni is een soort in de taxonomische indeling van de Myzozoa, een stam van microscopische parasitaire dieren. Het organisme komt uit het geslacht Gregarina en behoort tot de familie Gregarinidae. Gregarina portuni werd in 1885 ontdekt door Frenzel.